# 極限脱出 9時間9人9の扉
『極限脱出 9時間9人9の扉』（きょくげんだっしゅつ くじかんくにんきゅうのとびら）は、スパイクより2009年12月10日にNintendo DS用として発売されたアドベンチャーゲーム。極限脱出シリーズの1作目。
2013年5月29日にスパイク・チュンソフトよりiOS移植版『9時間9人9の扉 Smart Sound Novel』（iPad第3世代以降およびiPad mini向けは『9時間9人9の扉 HD Smart Sound Novel』）が発売された。
2017年3月25日にPC版が発売された。
2017年に本作と続編の『極限脱出ADV 善人シボウデス』が収録された『ZERO ESCAPE 9時間9人9の扉 善人シボウデス ダブルパック』が発売された。2017年4月13日にPS4・PS Vita版が、2017年3月25日にPC（Steam）版が、2022年3月22日にXbox One・Xbox Series X/S、PC（Microsoftストア）版が発売された。

## 概要
基本的にアドベンチャーゲームとして進行し、そこに多数の脱出ゲームが挿入される形となっている。ゲーム中には1〜9の扉の先にいくつもの扉が存在し、その先にそれぞれ異なった脱出ゲームが用意されている。脱出ゲーム内ではタッチペンで操作を行なう。謎を解き、脱出に成功すればストーリーが進行する。脱出失敗によるゲームオーバーは存在しないが、バッドエンドはいくつか存在する。ストーリー上、一回のプレイで全ての脱出ゲームを回る事は出来ず、この扉の選択が物語やエンディングを分岐する事もある。データ引継ぎにおける周回プレイを目的としているのか一度のクリアでは真相に辿り着けず、最低でも二周する必要がある。
また、本作のシナリオ、ディレクションを担当した打越鋼太郎がかつて手掛けた『infinity』シリーズの特徴であった「シナリオに施された仕掛け」に近いものがストーリーに盛り込まれており、ただ脱出ゲームをクリアするだけではなく、この謎を解く事も重要な要素となっている。
『善人シボウデス』の発売を記念して2012年2月2日から3月6日まで、ニコニコ動画のプレミアム会員限定で本作がニコニコアプリとして無料公開されていた。
セーブデータが3つまでとなり、既読文のオートスキップ、クリアした脱出パートのスキップが可能になっている。
ただし脱出パートスキップに関して、フラグ管理ミスにより本来のルートに進むことができない不具合が存在した。
またある場面におけるDS独自の機能を利用した演出がそのまま再現されているため、その場面では快適なプレイが困難となっていた。
シナリオの特徴として、主目的は船からの脱出及び犯人探しだが、室内を調査していると仲間から思わぬ話を振られ、オカルトや都市伝説と呼ばれるものを数多く聞く事ができる。

## ストーリー
淳平が目を覚ますと、そこは客船の一室だった。おぼろげな記憶をたどってみると、自宅で「ガスマスクの男」によって眠らされてしまったことを思い出す。部屋を脱出すると、そこには淳平のほかに8人の男女が連れてこられていた。そこに響き渡る「ゼロ」を名乗る者からのアナウンス。「このゲームはノナリーゲーム。制限時間は9時間。9の扉を開けて船から脱出せよ……」

## 用語
数字根
各数字を足し算していき、答えが2ケタ以上になればそれぞれの位の数字をまた足し算していき1桁となったときの数字のこと。例えば1、5、8の数字根は1+5+8=14、1+4=5で5となる。
バングル
プレイヤーの左手首に付けられた腕輪。ディスプレイには1桁の数字が表示されている。あらかじめプレイヤーの体内に飲み込み式カプセルによって仕掛けられた小型爆弾の時限起爆装置にもなっている。バングルを取り外せるのは、船からの脱出に成功した時とプレイヤーの心拍数が0になったときの2通りしかない。恐ろしく硬いらしく例え爆発に巻き込まれてもこの腕輪だけは確実に残る。
ナンバリングドア
表面に数字が書かれた扉。REDにバングルを認証させることで開けることができる。ドアが開いてから9秒経過すると、自動的に閉じるシステムになっている。ナンバリングドアを通過することによって無条件に時限起爆装置が作動し、解除しなければ通過後81秒で爆発する。
RED（Recognition Device）
ナンバリングドアの入り口付近に設置してある装置。複数のバングルに表示された数字の数字根をナンバリングドアに書かれた数字と一致させることでドアを開くことができる。認証できるのは1度に3人から5人までで、2人以下や6人以上ではエラーを起こす。
DEAD（Deactivation Device）
ナンバリングドアの向こう側に設置してある装置。バングルをDEADに認証させることによって、時限起爆装置のタイマーを止めることができる。ただしREDに認証した全てのバングルを認証させないと、タイマーは止まらない。DEADが設置してある場所はドアのすぐそばの時もあれば、ドアから多少離れている時もある。

## 登場人物
敵に本名を知られて弱みを握られない為に主人公以外はコードネームで呼び合う事になっている。PS4、PS Vita版にて声優が設定された。
淳平（じゅんぺい）
声 - 鈴木達央
本作の主人公。ごく一般的な大学生。21歳。バングルナンバーは「5」。コードネームの話が出る前に茜に名前を呼ばれてしまったので、淳平だけコードネームがない。
『ZERO ESCAPE』にも登場する。
倉式 茜 / 紫（くらしき あかね / むらさき）
声 - 沢城みゆき
女子大生で、淳平の小学校時代の幼馴染。21歳。バングルナンバーは「6」。「紫」というコードネームは淳平が付けた。優しい性格で、皆で脱出できるよう最善を尽くすべきだと考えている。更に天然。雑学王を自称する通り、生活する上で役に立たないような知識が豊富。
『ZERO ESCAPE』にも登場する。
一宮（いちみや）
声 - 土師孝也
コートを羽織った壮年の男。50代半ば。バングルナンバーは「1」。ゼロに対抗するためには、皆で信頼し合うことが重要だと主張する。
ニルス
声 - 櫻井孝宏
端正な顔立ちをした、盲目の青年。24歳。バングルナンバーは「2」。ゲーム開始前にゼロから点字で書かれたメッセージカードを受け取っている。目が見えない分、聴力が良い。ゲーム中盤で行方不明になってしまう。
サンタ
声 - 谷山紀章
ノースリーブのシャツを着た、銀髪の青年。24歳。バングルナンバーは「3」。コードネームの由来は「サンタクロース」から。ひねくれた性格で、集団行動をあまり好まない。嫌いな言葉は「希望・信頼・愛・幸運」。
四葉（よつば）
声 - 田村ゆかり
ニルスの妹。桃色の髪が特徴的。高校を卒業したばかりの18歳。バングルナンバーは「4」。コードネームの由来は「四つ葉のクローバー」から。ニルスのことを心から信頼しているが、それゆえ彼と離れ離れになると落ち着きを失くしてしまう。
『善人シボウデス』にも登場する。
セブン
声 - 三宅健太
オーバーオールを着た、岩のような大男。45歳。バングルナンバーは「7」。ゲームに参加する以前の記憶を喪失している。口調こそ荒々しいが、実は人情家で優しい男である。
八代（やしろ）
声 - 田中理恵
ベリーダンスのコスチュームを着た、自称40代の女性。バングルナンバーは「8」。わがままな性格ゆえ、プレイヤーたちの神経を逆なですることもしばしば。実はとあるセキュリティ会社に勤めていた経験があり、パソコンについては専門的な技術を持っている。
9番の男
声 - 飛田展男
神経質そうな、眼鏡をかけた男。年齢不詳。バングルナンバーは「9」。ゲーム序盤で四葉を人質にとりナンバリングドアを開けるが、たった一人で向こう側へ行ってしまったため、爆死してしまう。
ゼロ
ノナリーゲームの首謀者。正体不明、ゲームの目的や9人を集めた理由も謎に包まれている。声は合成音声で男女の区別がつかない。その正体は9人の中の誰かだという。

## スタッフ
- プロデューサー：イシイジロウ
- シナリオ&ディレクション：打越鋼太郎
- キャラクターデザイン：西村キヌ
- 音楽：細江慎治

## 書籍
極限脱出 9時間9人9の扉 オルタナ
推理作家の黒田研二による小説版が講談社のレーベル講談社BOXより上下巻で刊行。イラストは西村キヌ。
極限脱出 9時間9人9の扉 オルタナ（上）
2010年2月1日、ISBN 978-4-06-283736-1
極限脱出 9時間9人9の扉 オルタナ（下）
2010年3月1日、ISBN 978-4-06-283737-8